# St.-Johannis-Kirche (Bad Schandau)

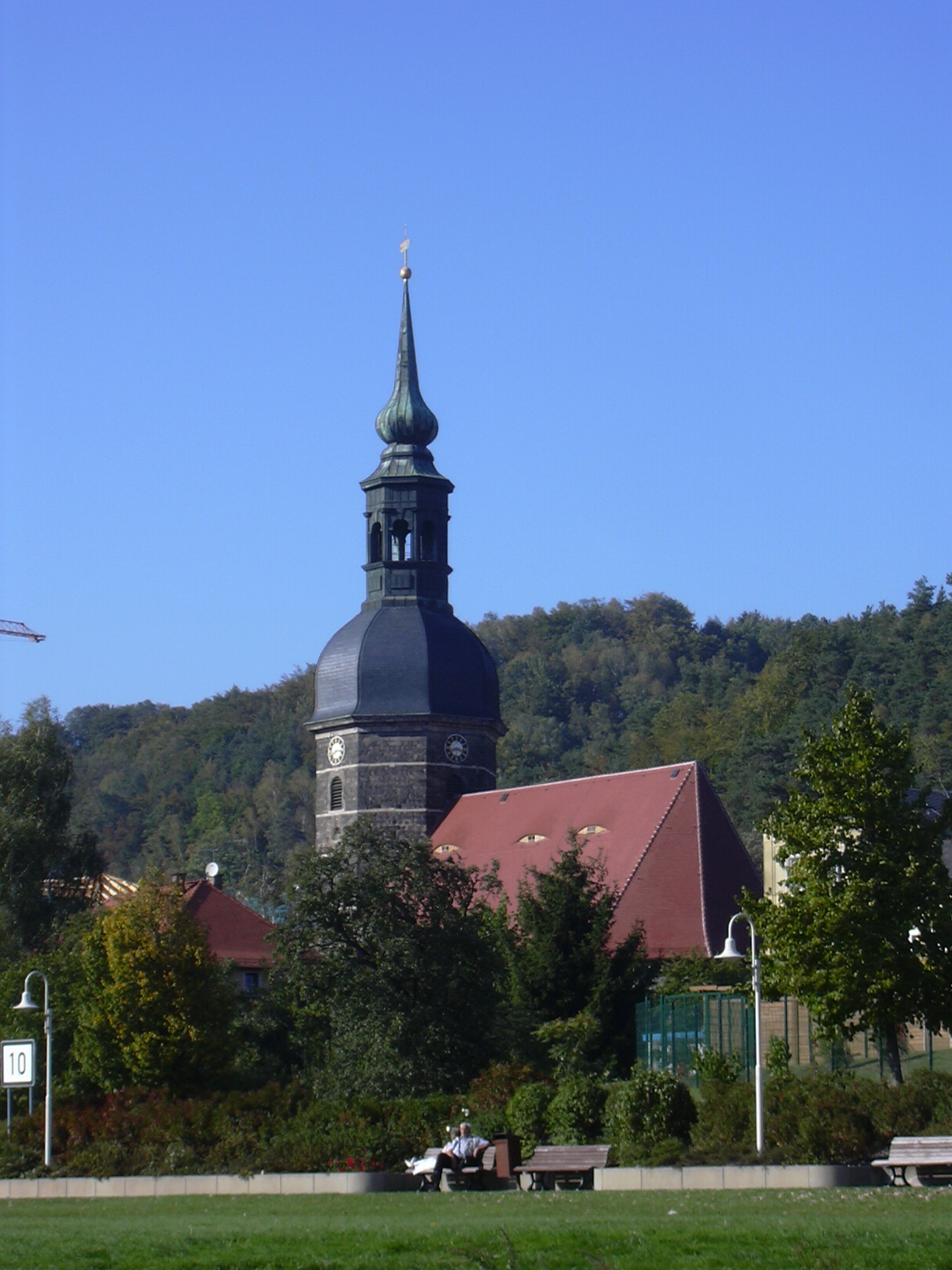
St.-Johannis-Kirche in Bad Schandau

Die St.-Johannis-Kirche ist die evangelisch-lutherische Stadtkirche in Bad Schandau. Die Anfänge der am Markt befindlichen Kirche gehen auf die Spätgotik zurück. Sie wurde im 18. und 19. Jahrhundert bedeutend umgebaut. Sie beherbergt in ihrem Inneren einen wertvollen Altar aus der Renaissance, der ursprünglich für die Dresdner Kreuzkirche geschaffen wurde. Seit den 1970er Jahren steht das Kirchengebäude unter Denkmalschutz.

## Geschichte des Kirchenbauwerks

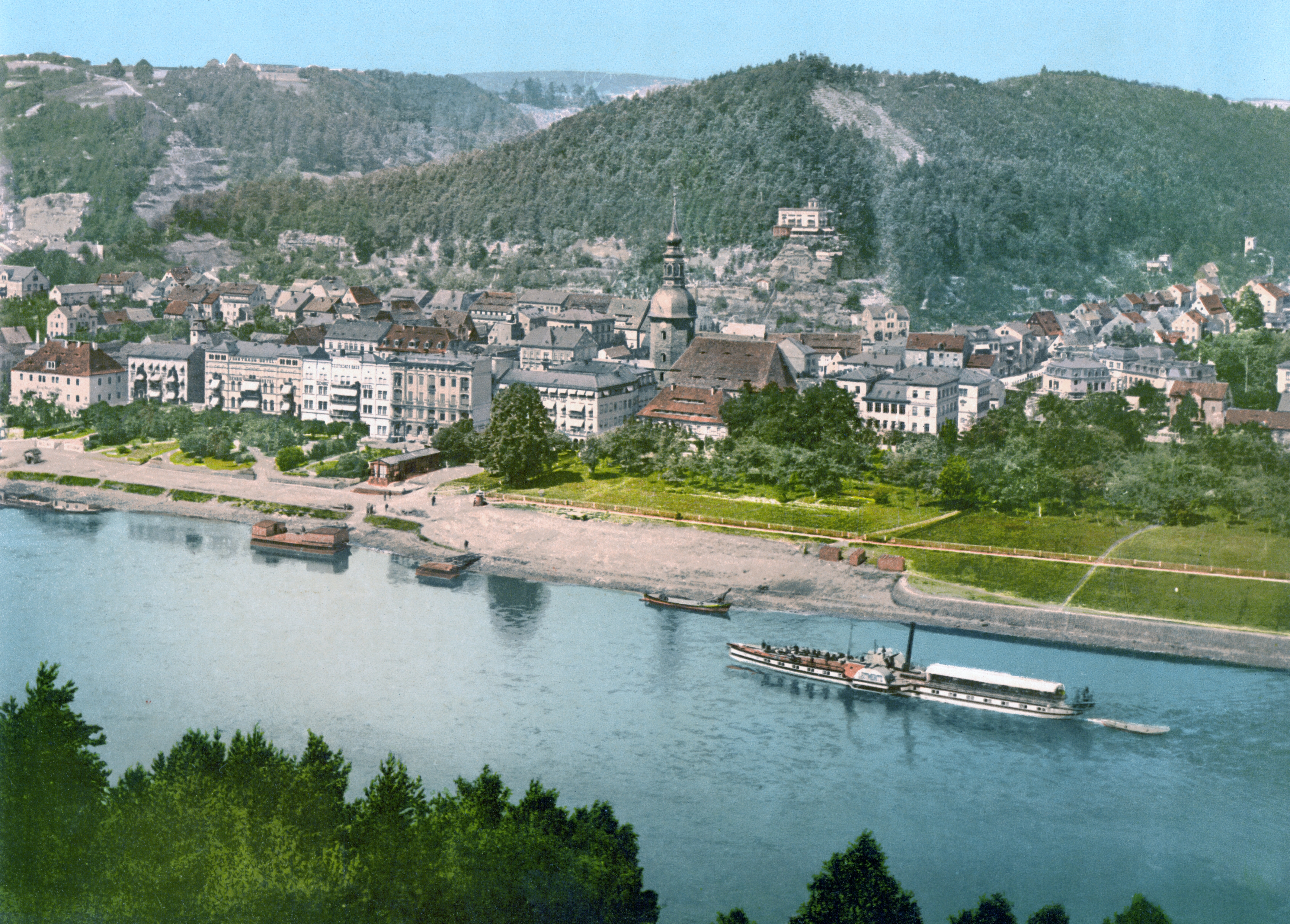
Stadtansicht mit Kirche (um 1900)

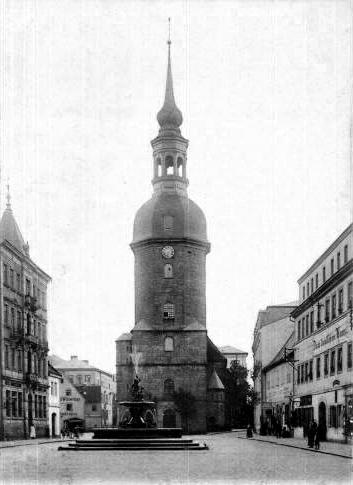
Blick über den Markt zur Kirche (um 1900)

Bereits 1445 findet sich in alten Aufzeichnungen ein kyrchlehn zu Schandaw. Damals existierte in Schandau eine kleine der Jungfrau Maria gewidmete Kapelle, die bis 1459 eine Filialkirche von Lichtenhain war. Seit 1459 bildete sie (mit Ausnahme der Jahre 1544/1545) eine eigene Parochie, die im Laufe der Zeit für Rathmannsdorf, Wendischfähre, Ostrau, Postelwitz und Schmilka die Zuständigkeit übernahm.
Die kleine Kapelle wurde 1557 baulich erweitert. Bereits 1570 gab es Pläne, den durch Hochwasser mehrfach beschädigten hölzernen Glockenturm zu ersetzen, dafür fand 1610 auch eine landesweite Kollekte statt. Im Jahr 1645 wurde an der Westseite der Kirche ein massiver steinerner Glockenturm errichtet, der im unteren Abschnitt einen quadratischen und im oberen Abschnitt einen achteckigen Querschnitt aufweist. Der Turm sollte den Schandauern auch als Zufluchtsstätte dienen (die Bauzeit fiel mitten in den Dreißigjährigen Krieg). Die Idee des Fluchtturms stammte vom damaligen aus Siebenbürgener Pfarrer der Gemeinde, der sie den Wehrkirchen seiner Heimat entlehnt hatte. Für den Bau erhielt die Gemeinde einen Kredit der Dresdner Kreuzkirche über 300 Gulden. Verantwortlich für den Umbau war der Baumeister Georg Hubelt, wie folgende Tafelinschrift in der Fassade zeigt: „Der Hülfe Gottes hat getrauet Georg Hubelt, der mich aufgebauet, von Cunnersdorf ein Maurer war, da man zählt 1645 Jahr.“
Das nach dem Ende des Dreißigjährigen Kriegs einsetzende Bevölkerungswachstum erforderte auch eine bauliche Erweiterung des Kirchenschiffs, das 1668–1671 im heutigen Umfang neu entstand. In der neuen Kirche nahm auch Kurfürst Johann Georg III. 1683 und 1686 an Gottesdiensten teil, als er zur Jagd in der Sächsischen Schweiz weilte. Ein verheerender Stadtbrand vernichtete am 8. Juni 1704 neben 102 Häusern auch die St.-Johannis-Kirche. Der Wiederaufbau des Kirchenschiffs wurde 1709, der des Turms 1711 abgeschlossen. Der Turm erhielt beim Neuaufbau eine laternenbekrönte barocke Haube. Als Baumaterial wurde für die gesamte Kirche Postelwitzer Sandstein verwendet. Die äußere bauliche Gestalt der Kirche ist seit dem Wiederaufbau weitgehend unverändert.
Schwere Hochwasser der Elbe (siehe auch Hochwasser und Naturkatastrophen in Sachsen) schädigten den Innenraum 1784, 1799 und 1845 stark, der jedes Mal umfassend saniert werden musste. Beim Elbhochwasser 1845 stand das Wasser bis zum oberen Rand der Kanzelbrüstung. Zur Beseitigung der Hochwasserschäden erfolgte 1876/1877 eine umfassende Neugestaltung des Innenraums durch Gotthilf Ludwig Möckel. Dabei wurde das Nordportal zugemauert und eine hölzerne Kassettendecke, einstöckige Emporen und farbige Fenster im Altarraum eingebracht. Die Umbaukosten beliefen sich auf knapp 50.000 Mark.

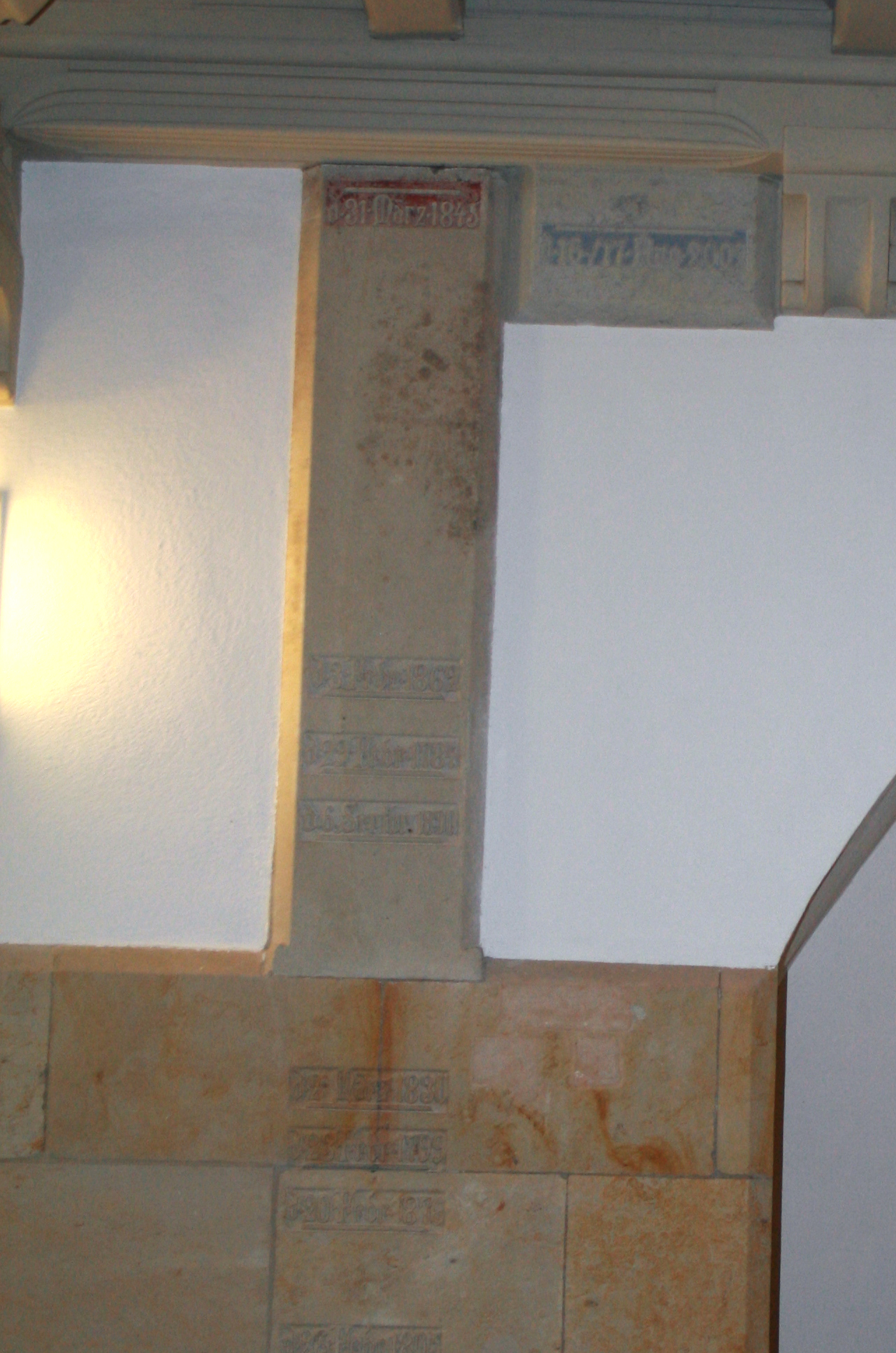
Hochwassermarken

Im Kirchenschiff markieren Hochwassermarken die Elbfluten seit 1784. Bei der 1876/77 erfolgten Renovierung des Innenraumes wurde ein geneigter Sandsteinfußboden eingebaut, der ein besseres Abfließen des Wassers ermöglicht, zudem wurde der Innenraum bis in eine Höhe von 2 Metern zum Hochwasserschutz mit dünnen Sandsteinplatten verblendet.
Eine grundlegende Renovierung des Turms erfolgte 1978–1980 mit finanzieller Unterstützung des Staates.
Nach der deutschen Wiedervereinigung erlangte die Institution Kirche wieder eine größere Bedeutung für die Menschen, notwendige Reparaturen am Gebäude fanden statt und ein neuer Pfarrer wurde berufen. Die letzten Umbauten erfuhr das Gotteshaus nach dem Elbhochwasser 2002, bei dem das Wasser bis knapp unter der Empore stand. Nun wurden die alten fest auf Podesten montierten Holzbänke durch ein mobiles Gestühl ersetzt, und, soweit möglich wurde die Technik im Turm auf Höhe der Emporen hochwassersicher eingebaut. Beim Elbhochwasser 2006 stand das Wasser 30 cm hoch in der Kirche. Im Juni 2013 war der Scheitelpunkt etwa ein Meter tiefer als noch 11 Jahre zuvor. Das Mobiliar der Kirche und im Erdgeschoss des Pfarrhauses konnte rechtzeitig vor der herannahenden Flut geräumt werden.
Das Sakralgebäude ist eine verlässlich geöffnete Kirche.

## Ausstattung

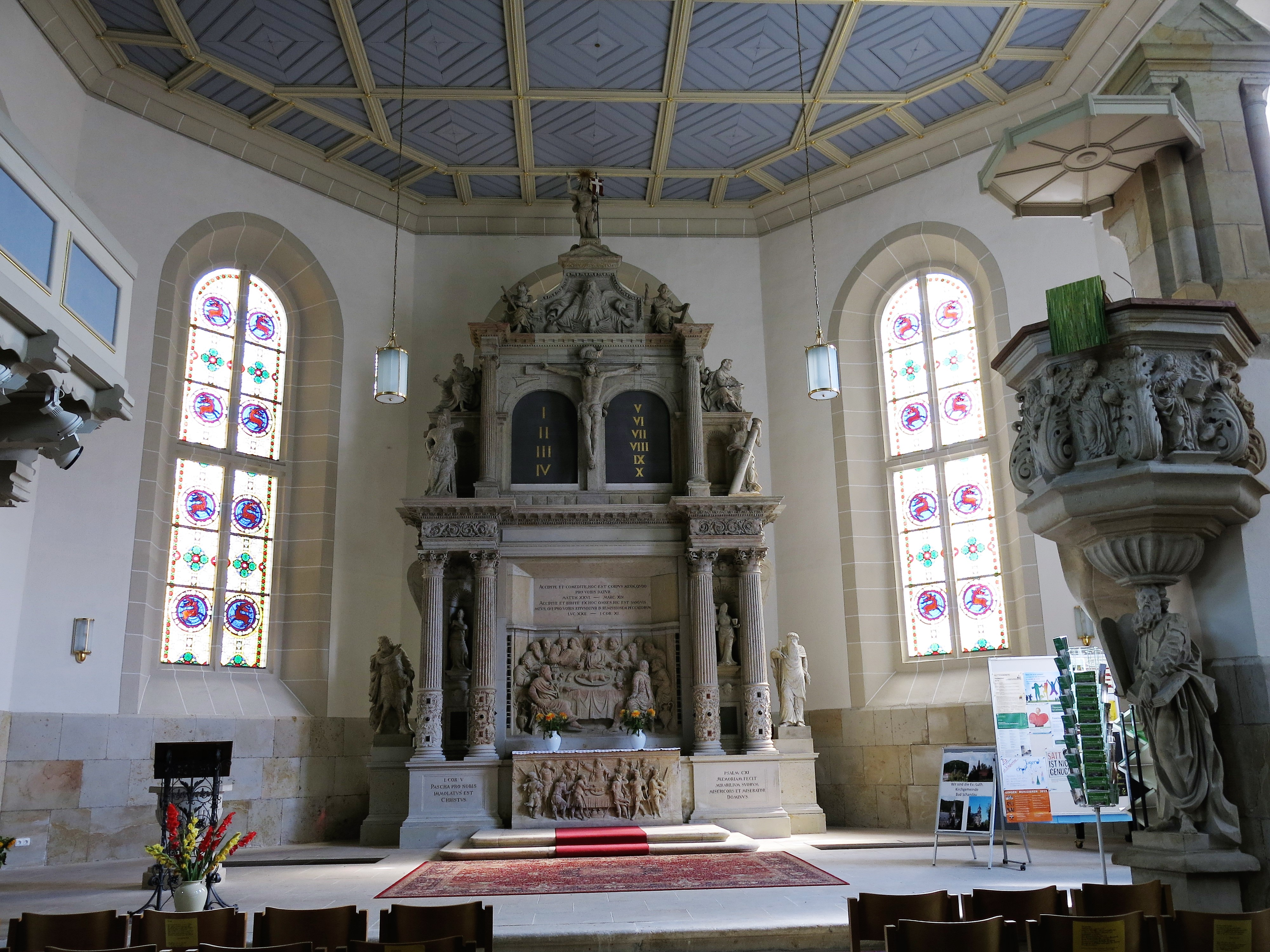
Chorraum mit Altar und Kanzel

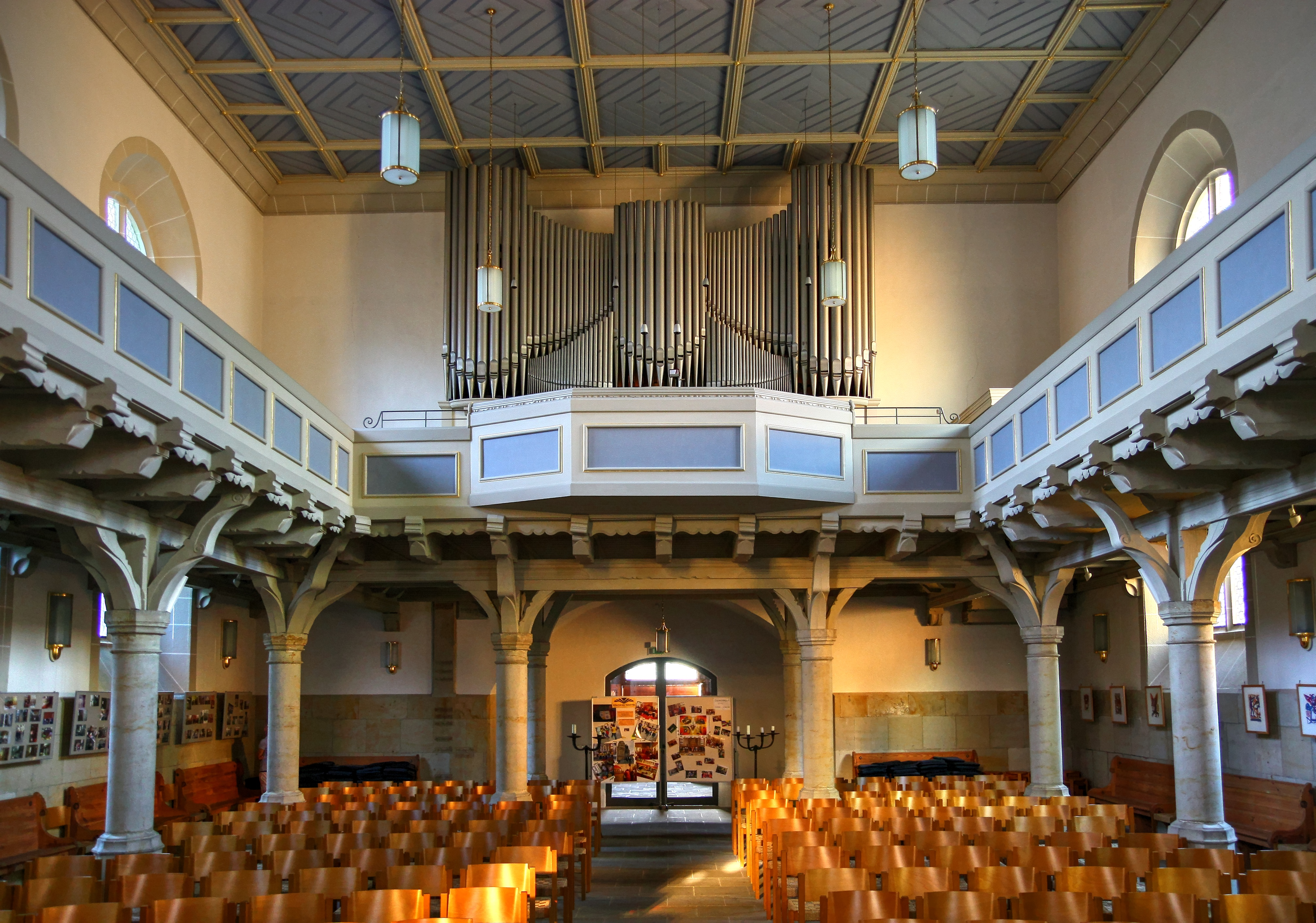
Blick zur Empore mit der Jehmlich-Orgel

### Altar
Den zweigeschossigen aus Sandstein gehauenen und mit Marmor und Schmucksteinen verzierten Renaissancealtar schuf Hans Walther II. von 1574 bis 1579 für die Dresdner Kreuzkirche. Nach der Zerstörung der Kirche (1760) im Siebenjährigen Krieg wurde der Altar 1768 in die wiederaufgebaute Annenkirche versetzt, wo er bis 1902 blieb. 1927 kam er auf Veranlassung des damaligen Pfarrers Martin Giebner nach Bad Schandau.
Korinthische und ionische Säulen tragen die Geschosse des Hochaltars. Das Hauptfeld zeigt Reliefs des Abendmahles und des Passahmahles. Das Obergeschoss zeigt den gekreuzigten Jesus Christus und zwei Engel mit Geißelsäule und Kreuz, über Christus breitet Gott der Vater seine segnenden Arme aus. Die Römischen Zahlen I bis X erinnern an die Zehn Gebote. Die vier sitzenden Evangelisten flankieren Gott Vater. Links und rechts des Altars befinden sich Darstellungen von Johannes dem Täufer und Apostel Paulus.

### Kanzel
Die barocke Kanzel wurde aus einem Stück Sandstein herausgehauen. Sie ersetzte 1705 die im Vorjahr beim Brand zerstörte Kanzel. Getragen wird sie von Mose mit den Gesetzestafeln. An der Brüstung befinden sich Darstellungen von Christus, der Weltkugel und den vier Evangelisten. Die Kanzel war ein Geschenk des Geleitsmanns und Floßschreibers Gottfried Conrad und trägt seinen Namen, Monogramm und das Familienwappen. Conrad hatte bereits bei der Erweiterung des Kirchenschiffes 1668–1671 eine neue Kanzel gestiftet.

### Schmerzensmann
Der Schmerzensmann ist eine wertvolle spätgotische Schnitzarbeit aus dem 15. Jahrhundert. Sie stellt den rastenden Christus dar und befindet sich links vom Hochaltar zwischen linkem Chorfenster und Empore auf einer Konsole.

### Orgel

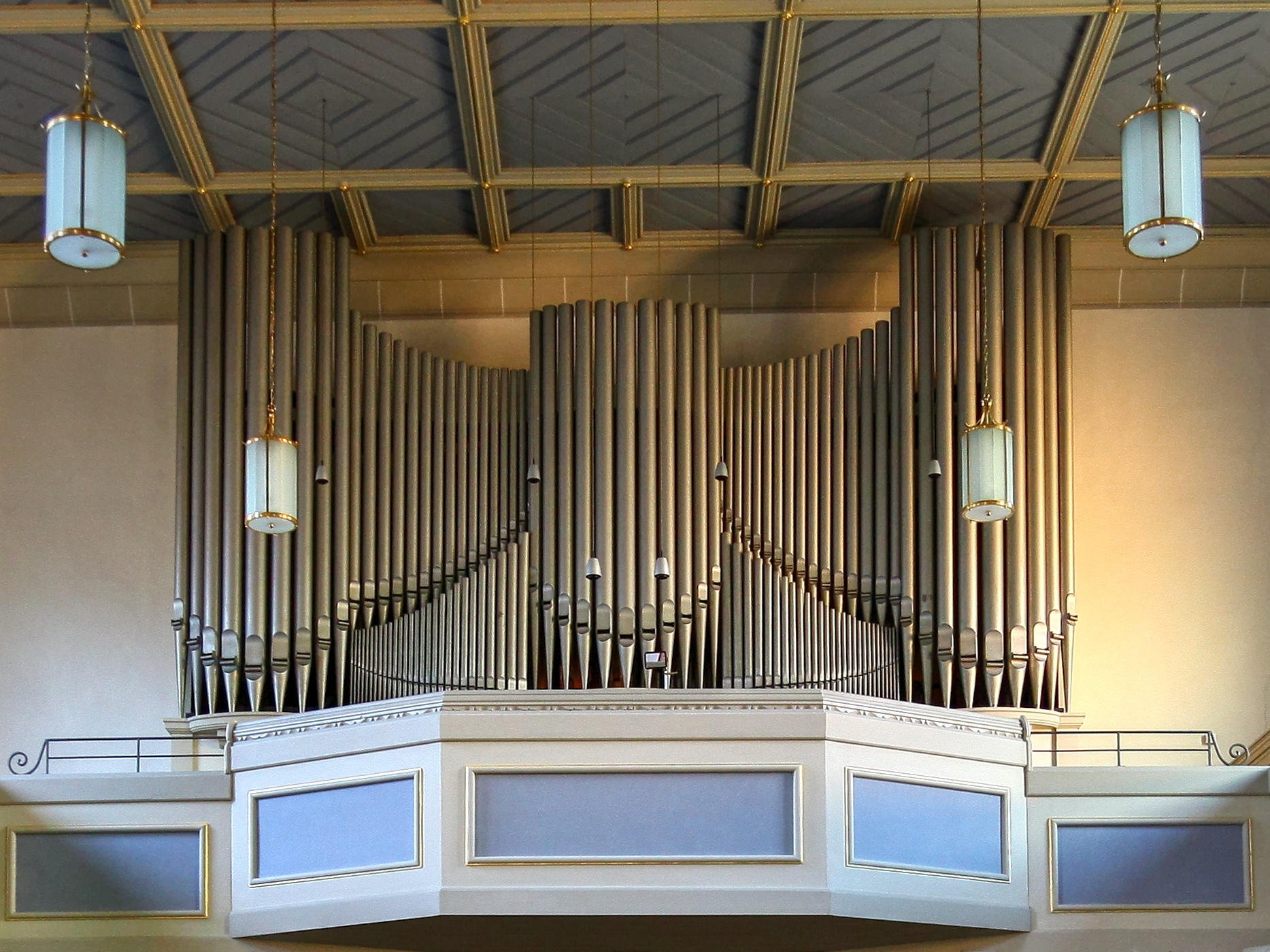
Orgelprospekt

Eine erste Orgel erhielt die St.-Johannis-Kirche 1627 im Zusammenhang mit dem Einbau eines neuen Chors. 20 Jahre später wurde sie durch ein neues Werk im Wert von 200 Gulden ersetzt, welches aber beim Brand 1704 zerstört wurde. Ersatz wurde 1719 durch den Orgelbauer Tamitius aus Zittau geliefert (Kosten: 475 Taler). Bei der Innenrenovierung 1876/1877 wurde eine neue Orgel der Firma Eule aus Bautzen im Wert von 6.700 Goldmark eingebaut.
Die aktuelle Orgel lieferte 1927 die Firma Jehmlich Orgelbau Dresden. 1959 wurde das Instrument umdisponiert. Es hat 40 Register (darunter zwei Transmissionen) auf zwei Manualwerken und Pedal (Kegelladen). Die Spieltrakturen sind pneumatisch. Die Orgel hat einen Freipfeifenprospekt.
| I Hauptwerk C–a3 |              |         |
| 01.              | Bordun       | 16′     |
| 02.              | Gedackt      | 08′     |
| 03.              | Prinzipal    | 08′     |
| 04.              | Gemshorn     | 08′     |
| 05.              | Oktave       | 04′     |
| 06.              | Rohrflöte    | 04′     |
| 07.              | Weidenpfeife | 04′     |
| 08.              | Quinte       | 02 ⁄3′  |
| 09.              | Oktave       | 02′     |
| 10.              | Terz         | 01 3⁄5′ |
| 11.              | Mixtur IV    |         |
| 12.              | Zimbel III   |         |
| 13.              | Rankett      | 16′     |
| 14.              | Trompete     | 08′     |

| II Schwellwerk C–a3 |                  |         |
| 15.                 | Quintatön        | 16′     |
| 16.                 | Rohrflöte        | 08′     |
| 17.                 | Salicional       | 08′     |
| 18.                 | Gambe            | 08′     |
| 19.                 | Prinzipal        | 04′     |
| 20.                 | Lieblich Gedackt | 04′     |
| 21.                 | Gemshorn         | 04′     |
| 22.                 | Nasat            | 02 ⁄3′  |
| 23.                 | Waldflöte        | 02′     |
| 24.                 | Terz             | 01 3⁄5′ |
| 25.                 | Septime (ab c0)  | 01 ⁄7′  |
| 26.                 | Sifflöte         | 01 ⁄3′  |
| 27.                 | Oktave           | 01′     |
| 28.                 | Scharf V         |         |
| 29.                 | Krummhorn        | 08′     |
| 30.                 | Regaltrompete    | 04′     |
|                     | Tremolo          |         |

| Pedal C–f1 |                         |     |
| 31.        | Subbaß                  | 16′ |
| 32.        | Violinbass              | 16′ |
| 33.        | Quintatönbaß (= Nr. 15) | 16′ |
| 34.        | Oktavbaß                | 08′ |
| 35.        | Gedacktbaß              | 08′ |
| 36.        | Choralbaß               | 04′ |
| 37.        | Soloflöte               | 02′ |
| 38.        | Hornwerk VI             |     |
| 39.        | Posaunenbaß             | 16′ |
| 40.        | Trompete (= Nr. 14)     | 08′ |

- Koppeln: II/I (auch als Suboktavkoppel), I/P, II/P
- Spielhilfen: 2 Freie Vorbereitungen, 2 Pleno-Kombinationen, Tutti, Registercrescendo

### Ansichten des Innenraums

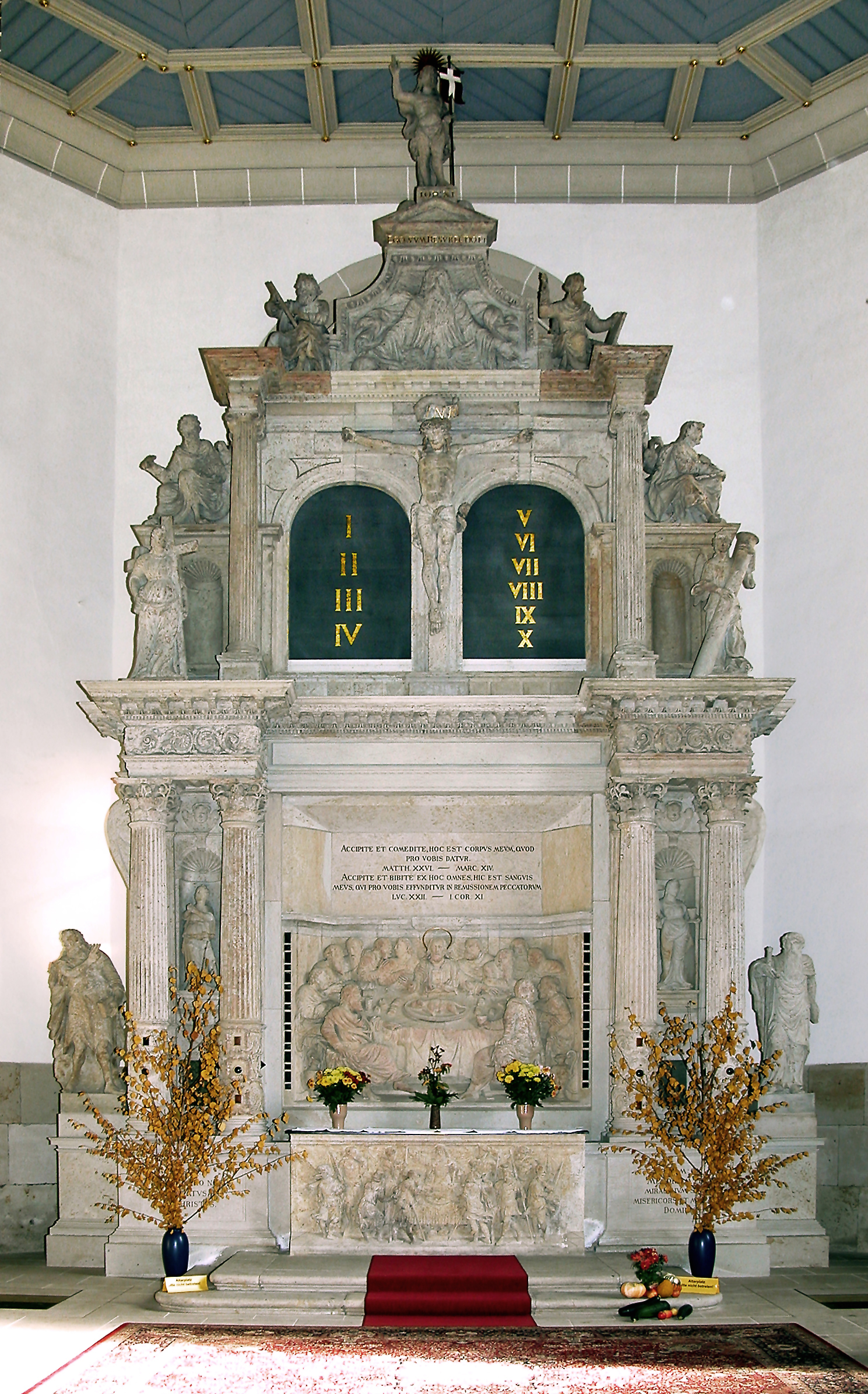
Hochaltar von Hans Walther II.
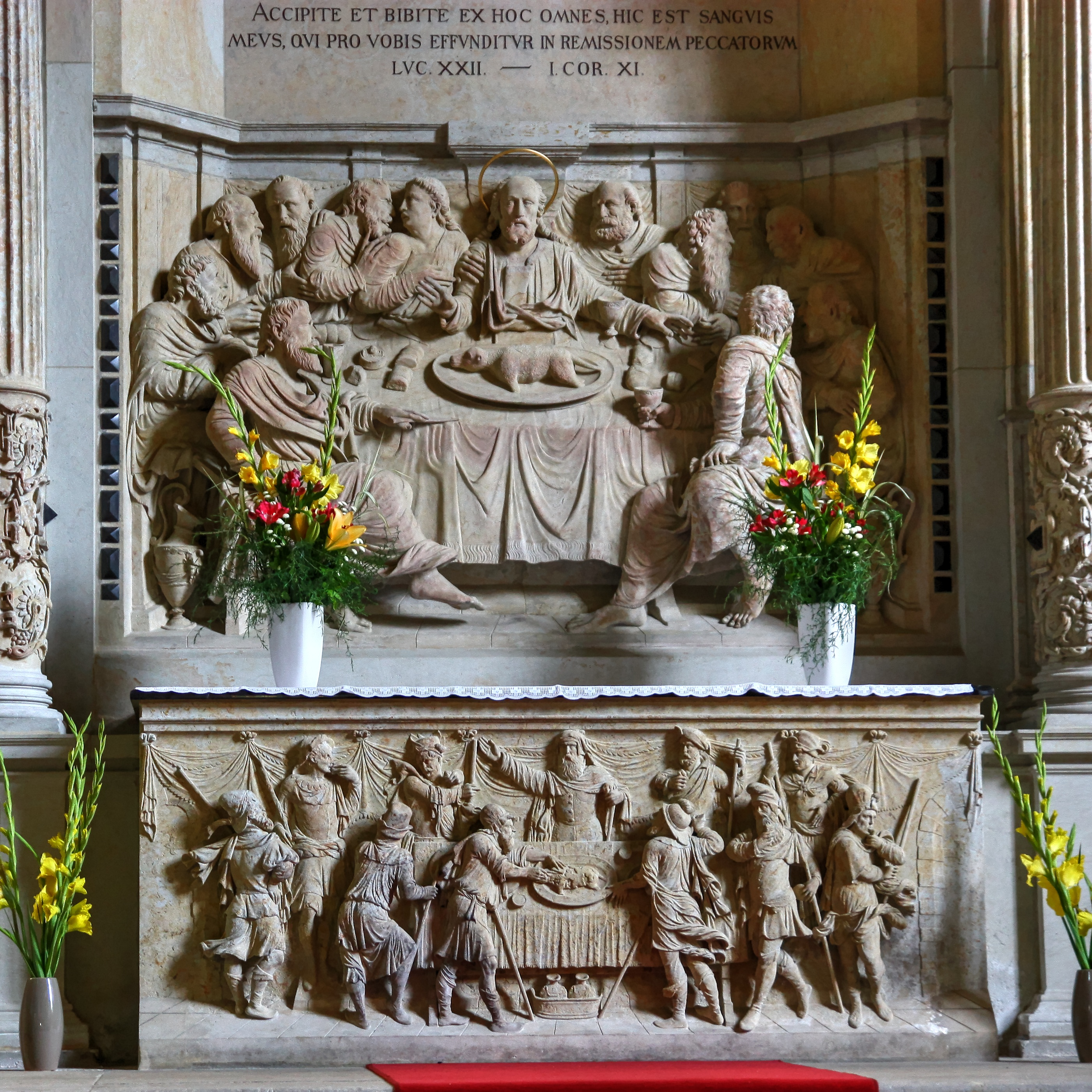
Hauptfeld des Altars
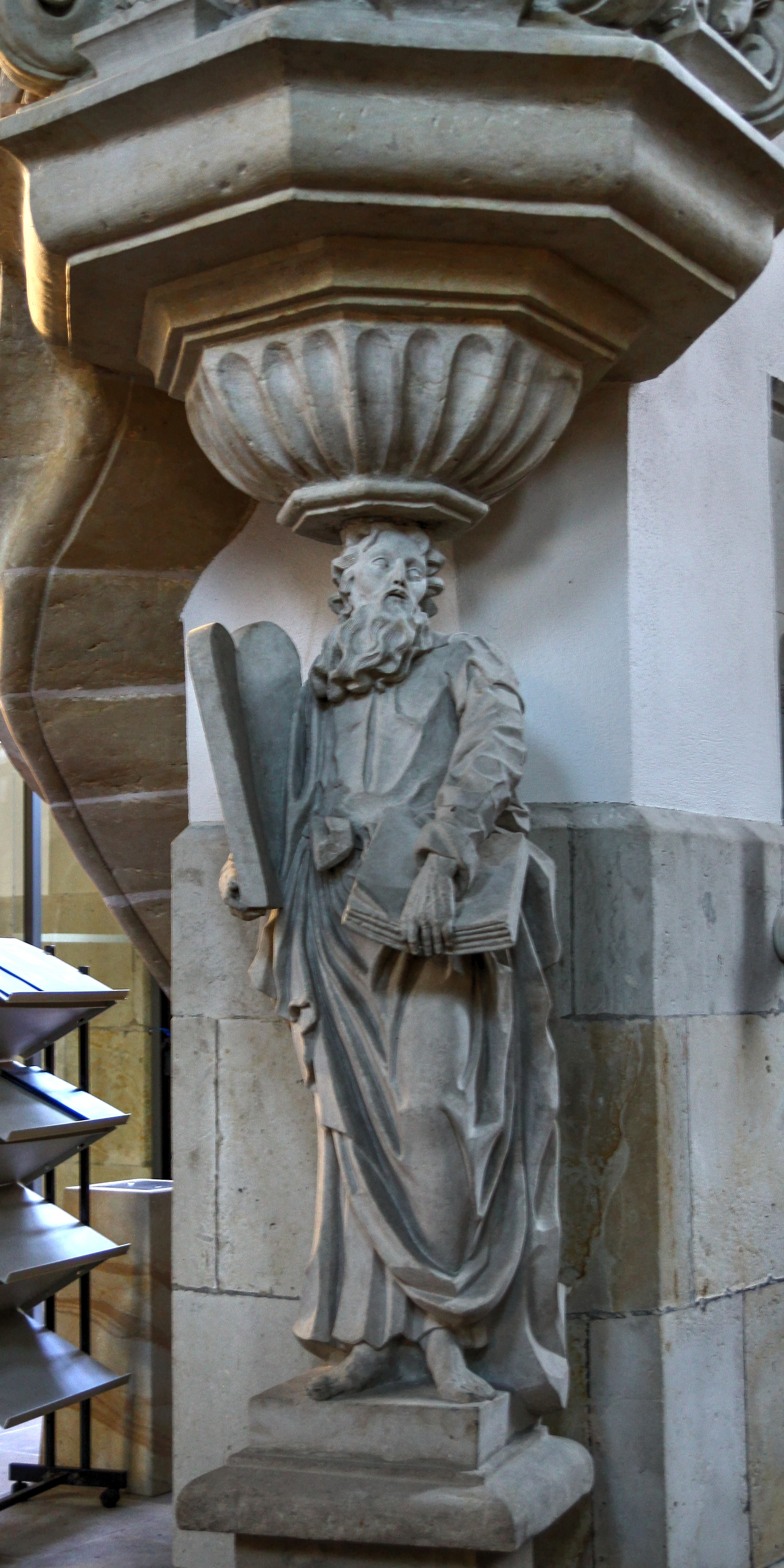
Mose-Figur als Stütze der Kanzel
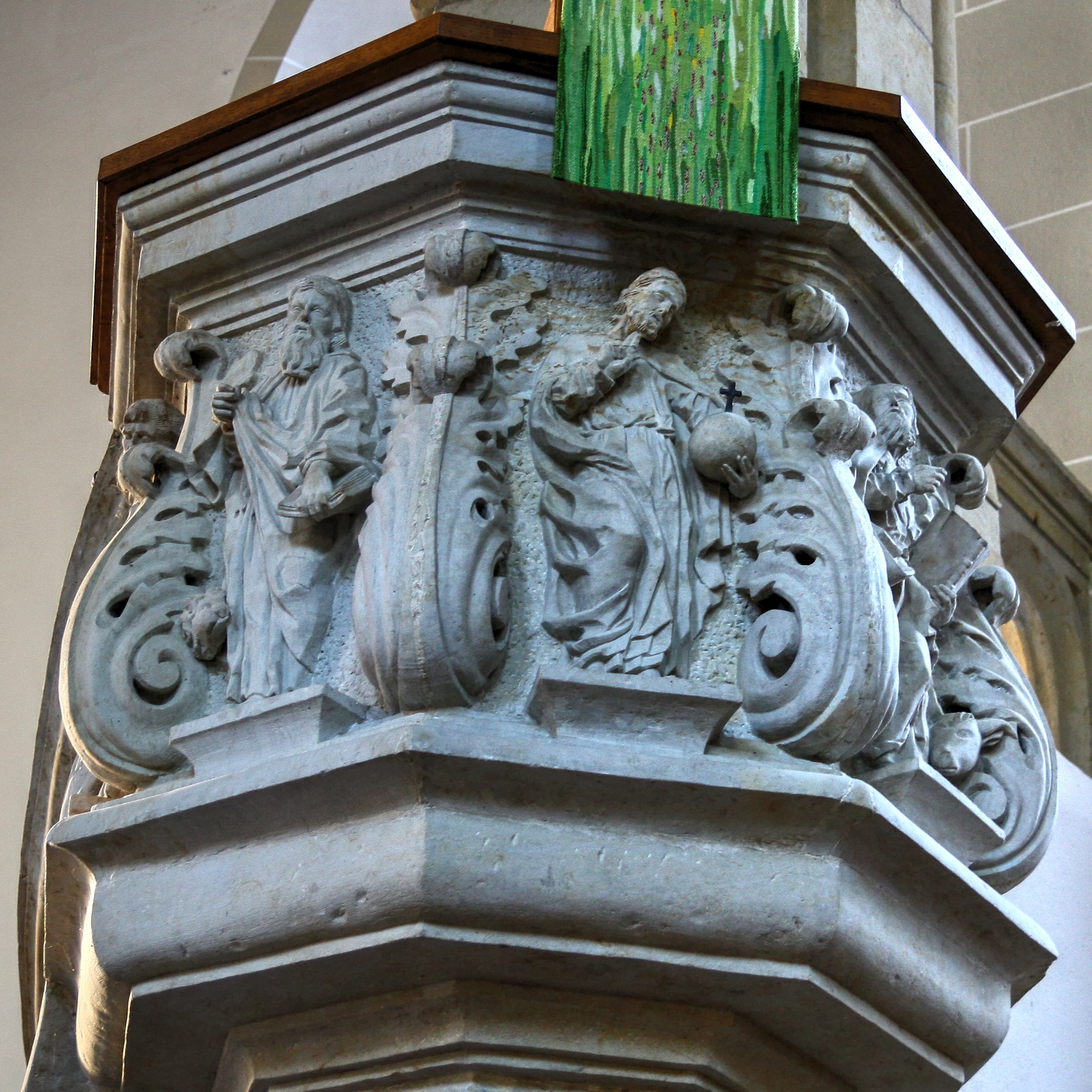
Detail an der Brüstung der Kanzel
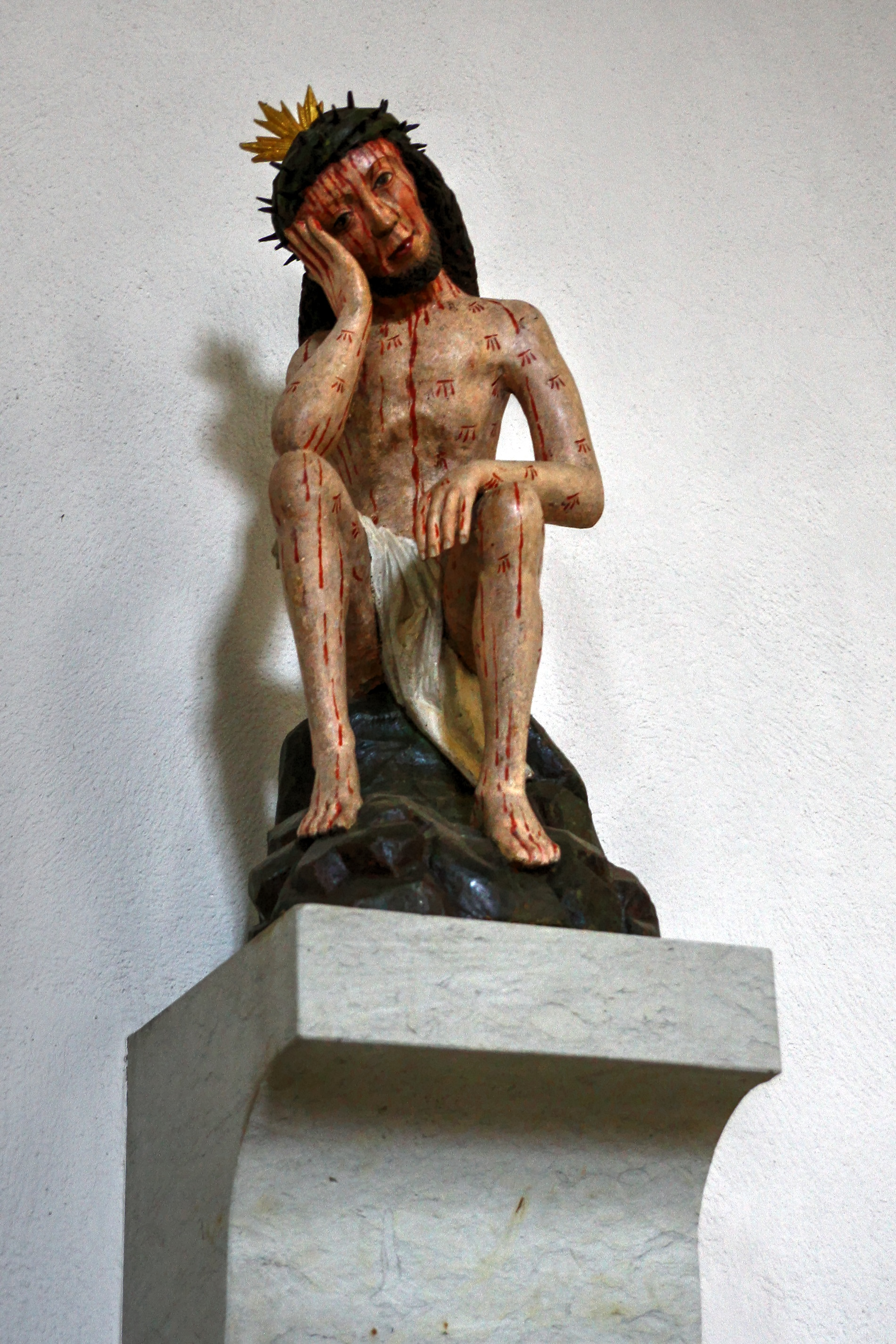
Rastender Christus als Schmerzensmann
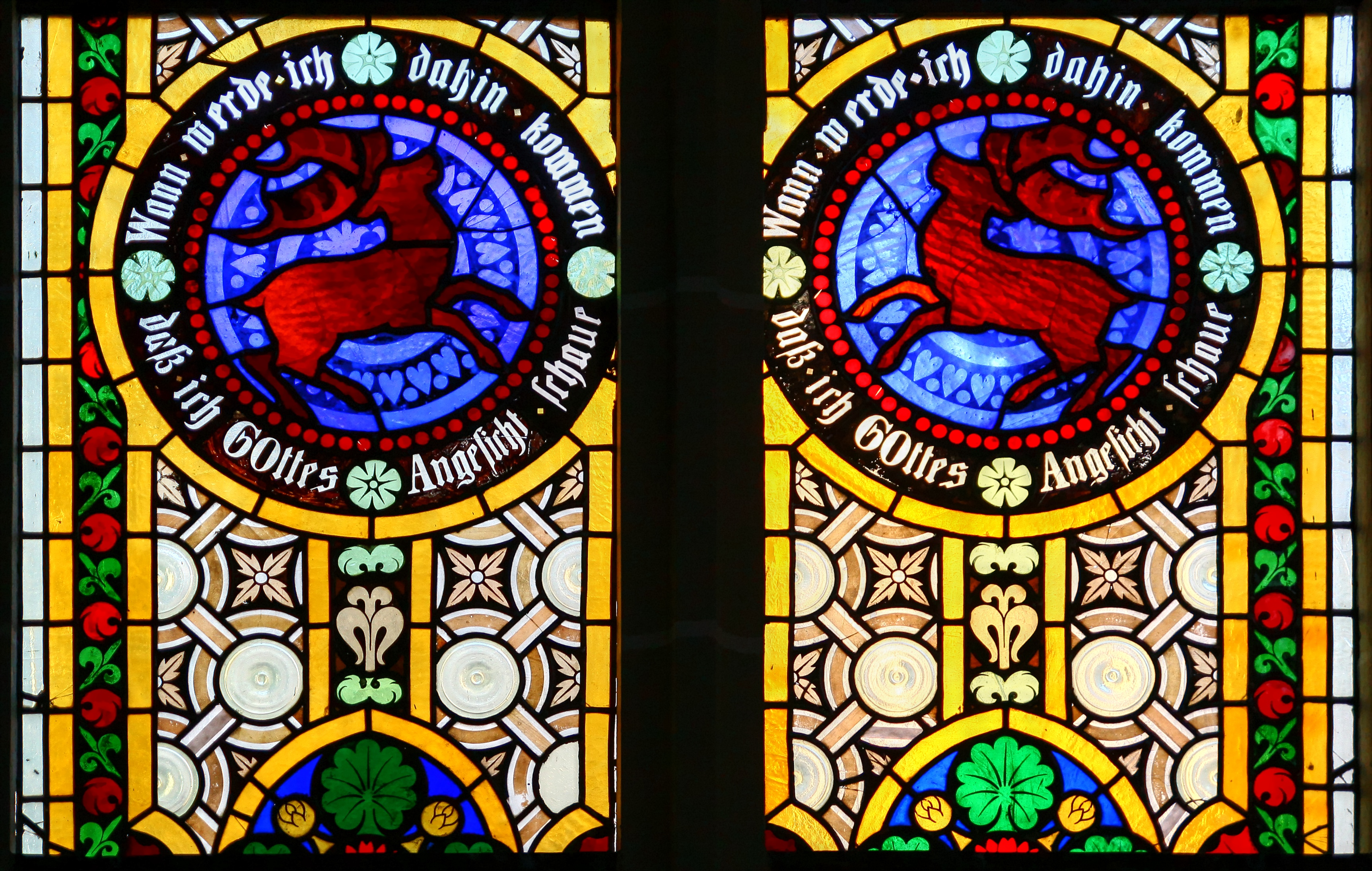
Detail am linken unteren Chorfenster

## Pfarrhaus, kirchliche Organisation und Seelsorge
Das zur Johanniskirche gehörige Pfarrhaus befindet sich nördlich des Kirchenbaus unter der Adresse Dampfschiffstraße 1. In dem dreigeschossigen Putzbau mit Walmdach ist auch die Verwaltung der Kirchengemeinde untergebracht. Die Gemeinde bildet seit 2013 den Evangelisch-Lutherischen Kirchgemeindebund Heidenau, zu dem die Gemeinde Bad Schandau-Porschdorf (mit Heidenau und Lichtenhain) und die Gemeinde Reinhardtsdorf-Krippen gehört. Dieser Kirchgemeindebund ist Mitglied im Kirchenbezirk Pirna.
Als Seelsorger waren/sind folgende Personen tätig:
- 20. Jahrhundert: Pfarrer Martin Giebner
- 2003–2013: Pfr. Günther[6]
- 2013, 20. Januar: Pfarrerin Luise Schramm mit Kantorin Daniela Vogel

Der Gemeindeverbund gibt regelmäßige Gemeindebriefe heraus.